# بيت القحم (بني حشيش)

تعديل مصدري - تعديل

بيت القحم هي إحدى قرى عزلة رجام بمديرية بني حشيش التابعة لمحافظة صنعاء، بلغ تعداد سكانها 239 نسمة حسب تعداد اليمن لعام 2004.